# Obspringen

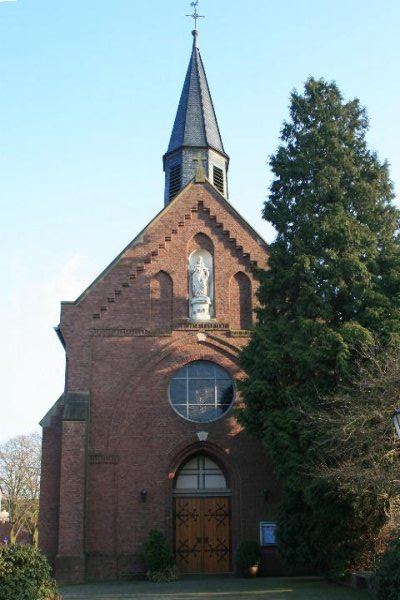
Kath. Pfarrkirche Herz Jesu in Obspringen

Obspringen ist ein östlicher Ortsteil der Gemeinde Waldfeucht im nordrhein-westfälischen Kreis Heinsberg. Der Ort verfügt über ein Feuerwehrhaus und das Jugendheim „Oase“. Durch Obspringen fließt der Kitschbach.
Die katholische Kirche Herz Jesu wurde von 1884 bis 1897 errichtet.

## Geschichte
1170 wurde Obspringen erstmals urkundlich erwähnt. Der Name bedeutet „auf den Quellen“. 1911 wurde die Pfarre eigenes Rektorat. Ab 1935 gehörte der Ort zum neu gebildeten Amt Waldfeucht. Am 1. Januar 1972 wurde die Gemeinde Waldfeucht aus dem Amt Waldfeucht – außer Saeffelen – gebildet. Obspringen wurde zusammen mit Braunsrath in die Gemeinde Waldfeucht eingegliedert.

## Verkehr
Die nächste Anschlussstelle ist Heinsberg auf der A 46.
Die AVV-Buslinien 474 und 475 der WestVerkehr verbinden Obspringen wochentags mit Waldfeucht, Heinsberg, Gangelt und Tüddern.
Zudem verkehrt der Multi-Bus seit dem 9. Juni 2024 kreisweit erweitert und zu einheitlichen Bedienzeiten. Mehr Informationen gibt es bei WestVerkehr.
| Linie | Verlauf |
| ----- | --- |
| 474   | Heinsberg Busbf – (Aphoven – Laffeld –) Selsten – (Braunsrath – Löcken – Schöndorf – Obspringen – Brüggelchen) / Hontem – Waldfeucht – Bocket – Saeffelen / Abzw. Nachbarheid ← Breberen – (Harzelt ← Langbroich ←) (Kievelberg – Hastenrath) / (Brüxgen – Schümm) / Vinteln – Gangelt      |
| 475   | (Oberbruch – Unterbruch) / Heinsberg Agentur für Arbeit – Heinsberg Busbf – Lieck –Kirchhoven – Vinn – Haaren – Obspringen – Brüggelchen – Waldfeucht – Bocket – Abzw. Nachbarheid – Breberen – Saeffelen – Heilder – Höngen – (Stein – Havert – Schalbruch – Isenbruch – Millen –) Tüddern |